# Pétrel des Bonin
Pterodroma hypoleuca
Espèce
Statut de conservation UICN

 LC  : Préoccupation mineure
Le Pétrel des Bonin (Pterodroma hypoleuca) est une espèce d'oiseaux de la famille des Procellariidae.

## Répartition
Cet oiseau peuple les îles Bonin et Iwo ainsi que le nord-ouest d'Hawaï (de l'atoll de Kure au banc de sable de la Frégate française).